# Slaget vid Vlotho
Slaget vid Vlotho utkämpades den 17 oktober 1638. Striden var en seger för den kejserliga armén under befäl av fältmarskalk Melchior von Hatzfeldt, och som avslutade kurfursten av Kurpfalz Karl I Ludvigs försök att återta Pfalz,  med hjälp av svenska och engelska trupper. Karl Ludvigs nederlag var den sista gången som pfalziska och engelska trupper spelade en viktig roll i det trettioåriga kriget.